# Phablet

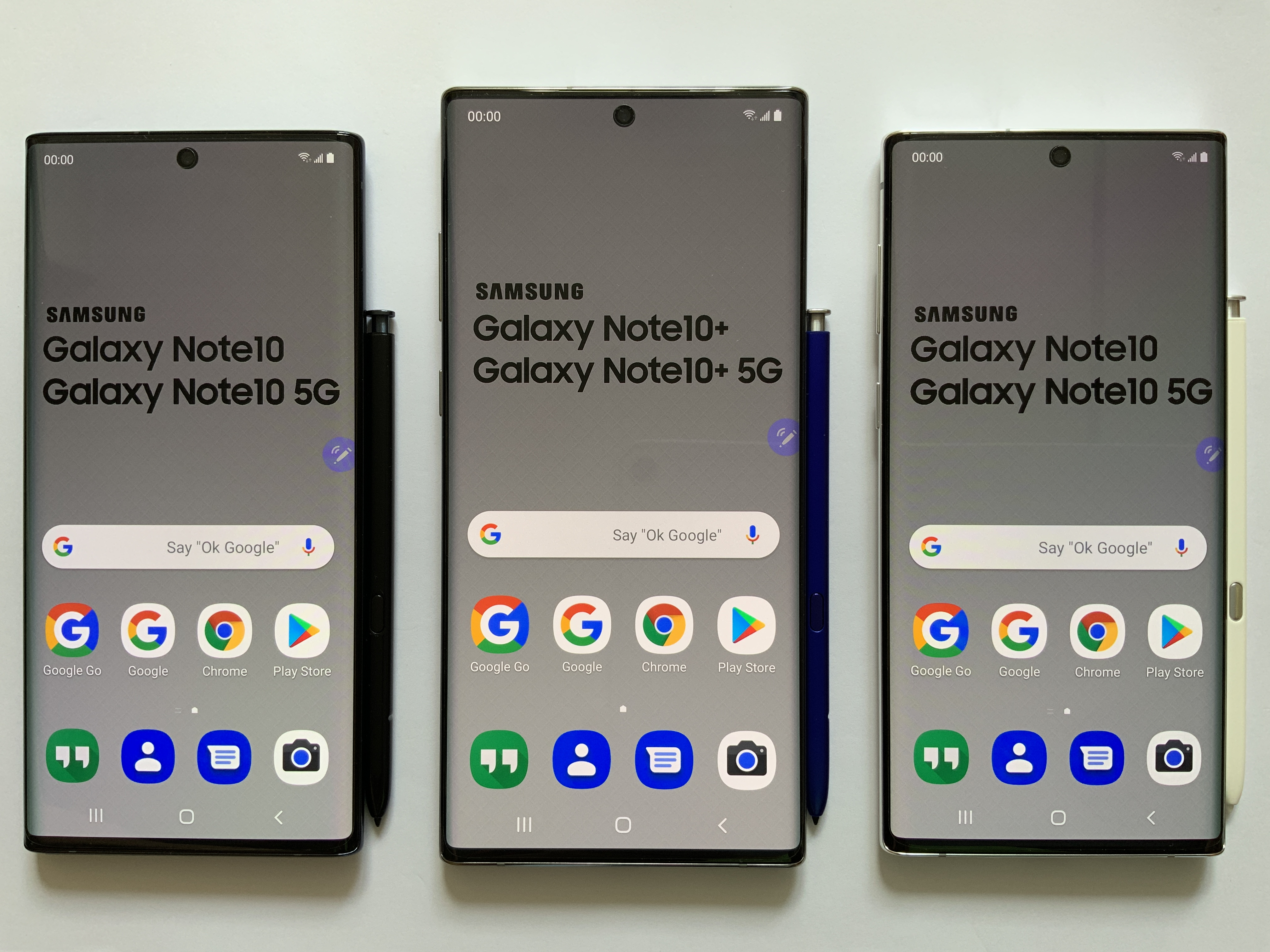
Phablet (Galaxy Note 10)

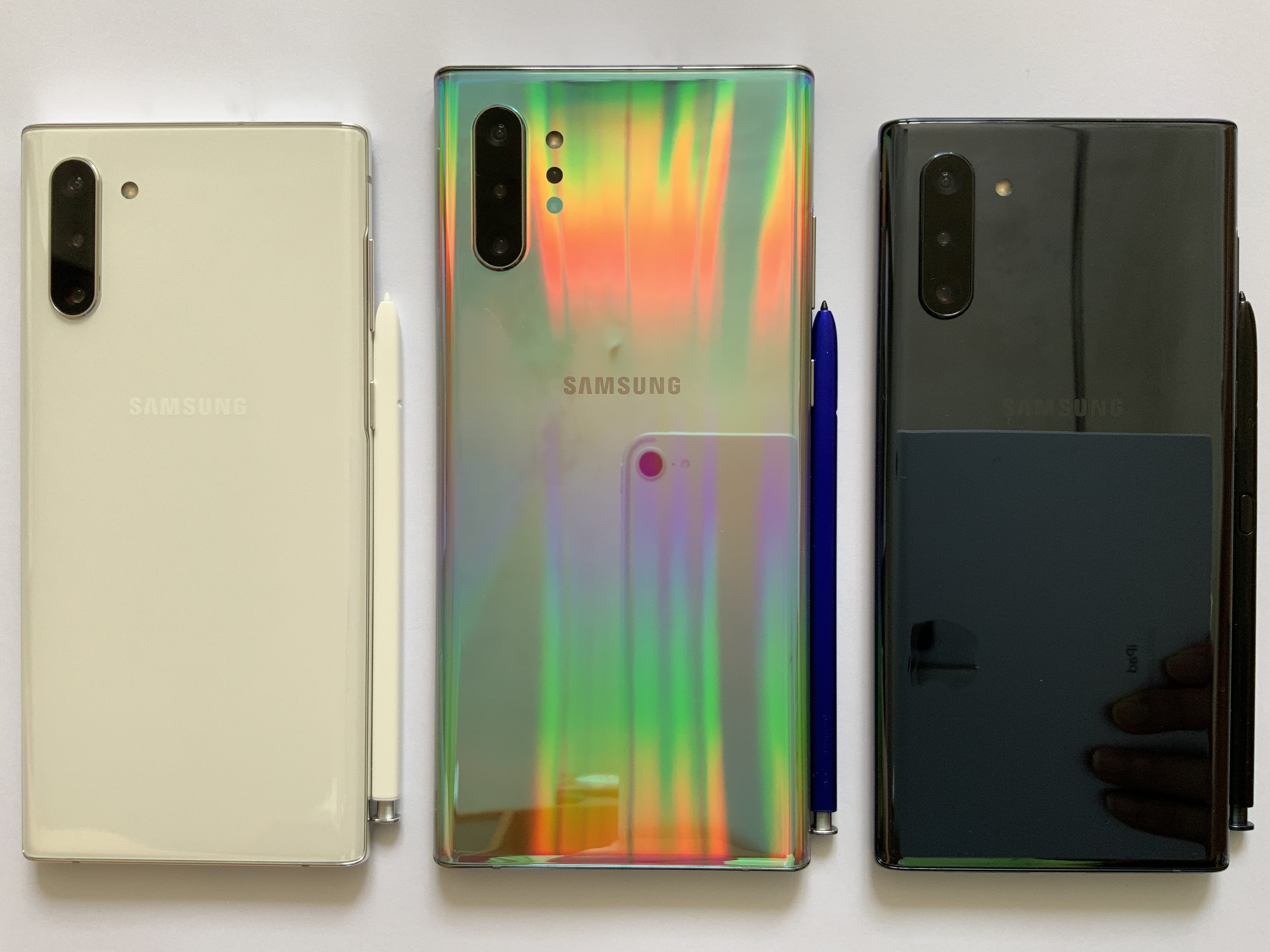
Phablet (Galaxy Note 10)

Phablet (pronuncia inglese /ˈfæblɪt/, italianizzato in /ˈfablet/) è un termine informale per dispositivi touch screen con schermi aventi dai 6 ai 7 pollici (150 e 180 mm) di diagonale. Oltre i 7 pollici, invece, si può parlare di veri e propri tablet. In passato, quando le cornici attorno agli schermi erano più spesse e le dimensioni dei telefoni cellulari maggiori, la definizione comprendeva anche i dispositivi con schermi tra i 5 e i 6 pollici: tale polliciaggio è poi diventato tipico della grande maggioranza degli smartphone a partire dalla seconda metà degli anni 2010, portando al disuso del termine.

## Descrizione
Phablet è una parola macedonia composta dalle parole phone e tablet. Tal dispositivi combinano, infatti, le caratteristiche degli smartphone e dei mini tablet con possibile integrazione di uno stilo. I phablet sono quindi più grandi dei normali smartphone ma con dimensioni non sufficienti per essere considerati vero tablet o mini-tablet; risulta una scelta più versatile per l'utente medio che vuole navigare tra le pagine web con uno schermo generoso e nel contempo effettuare chiamate con lo stesso dispositivo senza eccessivi ingombri.
Il primo phablet è stato il Dell Streak lanciato il 4 giugno 2010. Altri esempi notevoli sono le serie Note e Mega di Samsung, il Nexus 6, il Nokia Lumia 1520, l'HTC One Max, l'Archos 64 Xenon, l'LG G Pro 2, l'OnePlus 5T e l'LG G Flex, la serie Huawei Mate, Sony Xperia Z ultra
Nonostante l'uso comune del termine, la compagnia sudcoreana LG Electronics ne ha richiesto la registrazione a fini  commerciali il 26 ottobre 2011.
Due termini con lo stesso significato, seppur meno usati, sono phonablet e phonevlet.

### Evoluzione del termine
Con il progressivo aumento delle diagonali degli schermi degli smartphone nel corso degli anni 2010, il termine è progressivamente caduto in disuso, salvo ritornare a essere ripreso successivamente nei riguardi degli smartphone pieghevoli.